# Mineria abissal
La mineria abissal és un tipus de mineria mitjançant la qual s'extrau mineral relativament nou del fons del mar. Els jaciments de mineria oceànica solen tenir lloc al voltant de grans àrees de nòduls polimetàl·lics o fonts hidrotermals actives o extingides a uns 1.400-3.700 metres sota la superfície oceànica. Les fonts hidrotermals creen dipòsits de sulfurs que contenen metalls preciosos com plata, or, coure, manganès, cobalt i zinc. Els dipòsits són extrets fent servir bombes hidràuliques o sistemes de cubeta que duen el material a la superfície per processar-lo.

## Història
A mitjans dels anys 60 la prospecció de la mineria abissal va venir de la mà de la publicació de Recursos minerals de la mar, de J.L.Mero. El llibre afirmava que es podrien trobar subministraments gairebé il·limitats de cobalt, níquel i altres metalls als oceans del planeta. Mero va declarà que aquests metalls es produïren en dipòsits de nòduls de manganès, que van aparèixer com masses de sediment comprimit en el fons marí a profunditats de 5.000 metres. Algunes països, com França, Alemanya i els Estats Units, van enviar vaixells d'investigació a la recerca de dipòsits de nòduls. Les estimacions inicials de la viabilitat de la mineria van ser molt exagerades. Aquesta sobreestimació, juntament amb un descens dels preus del metall, va fer que pràcticament s'abandonés la mineria de nòduls el 1982. De la dècada dels 60 al 1984 s'estima que es gastaren 650 milions de dòlars americans en el projecte.
En la dècada dels 90 va començar una nova fase de la mineria abissal. La creixent demanda de metalls preciosos al Japó, a la Xina, Corea i a l'Índia ha pressionat aquests països en la recerca de noves fonts. S'ha desplaçat recentment l'interès cap als respiradors hidrotermals com a font de metall en comptes de nòduls dispersos. La transició cap a la informació basada en electricitat i la infraestructura de transport actual de la societat occidental pressiona la demanda de metalls preciosos. El renovat interès en la mineria de nòduls fosforosos als canons del sòl oceànic per aconseguir fertilitzants artificials basats en fòsfor està tenint una importància rellevant en el món de la producció d'aliments. L'augment de la població mundial pressiona la necessitat de fertilitzants artificials.
Actualment el jaciment marí amb més potencial, el Projecte Solwara I, fundat en aigües de Papua Nova Guinea, és una font d'alt nivell de coure i or i el primer subministrador de sulfurs massius del llit marí. El Projecte Solwara I es troba a 1.600 metres sota el nivell del mar a la mar de Bismarck, província de Nova Irlanda. Fent servir l'última tecnologia ROV, Nautilus Minerals Inc. serà la primera companyia que comenci una excavació a mida completa dels dipòsits minerals marins. S'espera la primera producció cap al 2013.

### Lleis i regulacions
Les regulacions més notables en la mineria marina van arribar a través de la Convenció de les Nacions Unides sobre el Dret de la Mar de 1973 a 1982, que finalment es van dur a terme el 1994. La convenció va fixar l'Autoritat internacional dels fons marins (ISA), que regula la mineria marina dels països fora de llur zona econòmica exclusiva (una àrea de 200 km que envolta la costa d'un país): L'ISA necessita que els països interessats en la mineria marina explorin dos jaciments i cedeixin un a l'ISA, així com un préstec de tecnologia durant un període de 10 a 20 anys. Aquests requeriments semblen raonables, ja que es creu que la mineria de nòduls serà extremadament prolífica. Tot i això, aquests estrictes requisits va fer que alguns països industrialitzats rebutgessin signar el tracte inicial el 1982.

## Recursos extrets
Les profunditats marines contenen diversos recursos disponibles per extreure, com plata, or, coure, manganès, cobalt i zinc. Aquests minerals en brut es troben en diversos formats al fons marí, normalment en major concentració que en mines terrestres.
Minerals i profunditat:
| Tipus de jaciment mineral | Profunditat mitjana | Recursos trobats                         |
| ------------------------- | ------------------- | ---------------------------------------- |
| Nòduls polimetàl·lics     | 4,000 - 6,000 m     | Níquel, coure, cobalt i manganès         |
| Costres de manganès       | 800 - 2,400 m       | Sobretot cobalt, vanadi, molibdè i platí |
| Dipòsits de sulfur        | 1,400 - 3,700 m     | Coure, plom i zinc, or i plata           |

## Mètodes d'extracció
Els nous avenços tecnològics han provocat que l'ús dels ROV per recollir mostres minerals de possibles jaciments augmenti. Fent servir perforadores i altres eines, els ROV obtenen mostres per analitzar a la recerca de materials preciosos. Un cop s'ha trobat l'emplaçament, s'hi instal·la una estació o vaixell per extreure'n mineral.
Hi ha dues formes predominants d'extreure'n el mineral tenint en compte l'escala de les operacions: sistema continu de cubeta i sistema de succió hidràulica. El sistema de cubeta és el mètode preferent per a l'extracció de nòduls. Funciona de mode semblant a un cinturó transportador, movent-se des del fons oceànic fins a la superfície, on un vaixell o una plataforma minera n'extrau els minerals desitjats. La mineria per succió hidràulica fa baixar una canonada fins al fons del mar que transfereix els nòduls fins al vaixell miner.
Darrerament les àrees mineres més prometedores han estat les conques central i est de Manus, prop de Papua Nova Guinea i el cràter de Conical Seamount a l'est. Aquests llocs mostren quantitats prometedores d'or a l'àrea dels dipòsits de sulfits (una mitjana de 26 ppm). La relativa poca profunditat de 1050 m, amb la proximitat de plantes processadores d'or fan que aquest lloc sigui un excel·lent jaciment.